# Палацово-парковий ансамбль «Маєток Ілляшівка»
Палацово-парковий ансамбль «Маєток Ілляшівка» — музей-садиба в селі Ілляшівка Миролюбненської сільської громади Хмельницького району Хмельницької області.

## Історія
Історію палацу досліджували польські дослідники Роман Афтаназій, Антоні Урбанський, Станіслав Лоза.
В ІІ половині XVIII ст. власником Ілляшівки став летичівський суддя, а пізніше підстароста Томаш Дорожинський. В 1800 р. Дорожинський переписав всі гроші та володіння в спадщину своїй другій дружині Гелені Четвертинській, братам та племінникам. Але після смерті пана рідня не могла поділити спадщину і продала її, поділивши гроші між собою. Маєток в Ілляшівці було продано Адаму Букару (1739—1793), житомирському земському судді і його синові Северину Букару (1773—1853), майбутньому мемуаристові.
Саме Северин Букар наприкінці XVIII ст. розпочав будівництво палацу в стилі класицизму. Деякі джерела стверджують, що палац-резиденція була побудована за проектом відомого архітектора Доменіко Мерліні. Але достеменних фактів про це не залишилось — під час революції 1917—1921 років архіви палацу були знищені. Пізніше зовнішній вигляд палацу змінився — напвікруглі фронтони та використання трикутних фронтонів над всіма вікнами характерно для середини ХІХ ст.
Пізніше Северин Букар передав маєток у спадок дочці Клотильді, яка була дружиною Владислава Бернатовича. В 1830 р. Бернатовичі продали Ілляшівку Ігнацію Дорожинському. До 1917 р. власниками Ілляшівки були діти та онуки Дорожнинського.
Під час Першої світової війни палац був пограбований, але зберіг свою архітектуру. У 1920 рр. при наступі польських військ на Київ солдати розвели посеред Мозаїкової зали вогнище. Але пожежі не сталося. За радянського часу палац був будинком культури. У 1980-х роках ХХ ст. внаслідок того, що в маєтку не проводились відповідні ремонтні роботи, він почав руйнуватись, завалився портик. На даний час в палаці розміщена сільська школа.

## Архітектура
Палац мурований з цегли, з високим цоколем і підвалами. Домінантною парадного (північного) фасаду був портал на шість тосканських колон. Парковий (південний) фасад відмічений ризалітом — напівротондою. Північний портал мав глибоку терасу, на якій могли легко розминутись упряжки з кіньми. Колони тримали антаблемент з фризом, які були покриті тригліфами та метопами. По боках парадного фасаду виступають ризаліти на два вікна, розчленовані трьома парами пілястр. В горішній частині округлені вікна гармонійно виступають з округлими фронтонами, які так само мають округлені вікна і пропускають світло на горище. Одним з головних акцентів паркового (південного) фасаду є ротонда, яка оточена чотирма парами тосканських колон, що стоять на терасі палацу.
При бічних фасадах розташовувались малі покої, які мали вихід на портики. На схід від палацу стояла офіцина (крило будинку, флігель) класицистичного стилю з п'ятьма вікнами та портиком на чотирьох колонах. Офіцина мала велику вітальню та ще десять різних кімнат: канцелярію, челядну, гардеробну, ключарню, молочарню, кухню. Пізніше до офіцини було прибудовано із південно-західної сторони крило для господарських приміщень й оранжереї.
Ґанок палацу піднятий достатньо високо, тому в цоколі був облаштований вхід до глибоких підвалів. З північної сторони палацу проходить широкий коридор. На його східній частині розташовуються два приміщення, які слугували коморою та винним погребом. Два приміщення із західної сторони призначалися для кухні та дровітні, в південно-західній частині підвальне приміщення слугувало під куткушорницьку майстерню, а в південно-східному — під комору для овочів та проживання прислуги. В середній південній частині розмістились різні комірні приміщення.
Відомо, що колись палац був кремового кольору, а колони і ліпний декор були білосніжними.

### Інтер'єр палацу
Покої мали прості паркети, високі двохстворчаті двері з твердих порід дерева були пофарбовані в білий колір. Кожна парадна зала мала індивідуальне декорування та високі стелі.
Головною прикрасою палацу була Мозаїкова (Кругла) зала з білими колонами, ліпниною, яка була накрита куполом. Поруч розміщена Велика зала з чотирма вікнами, яка слугувала їдальнею. Цілу стіну зали покривала фреска з зображенням палацу в Лазєнках, театру на Виспі і ще одного невідомого будинку. На одній з бічних стін було зображено святиню Сивіли в Пулавах, а на іншій — молодого пустельника на фоні руїн.
Південно-західна кутова зала спершу використовувалась як курильня, а пізніше була переобладнана в бібліотеку-кабінет, де було зібрано близько тисячі томів книг переважно на історичну тематику і частково на релігійну. Тут зберігався родинний архів.
Кімната, яка називалась «Білий салон», мала стіни і прикраси білого кольору та м'які меблі червоного кольору. В одній з кімнат містився камін з жовтого штучного мармуру, який був прикрашений сатирами та колонами іонічного ордеру.

## Парк маєтку
Англійський пейзажний парк був закладений Діонізом Макклером. Він спадає по схилу до ставків. За 150 м від палацу був невеликий класицистичний флігель з двома парами колон. З східного боку містилася висока в'їзна брама. А перед самим палацом була розбита клумба. Позаду розташувався сад на 6 га, навколо якого була стежка для прогулянок. З південної сторони палацу парк мав великий квітник з декоративними кущами. Серед дерев найчастіше зустрічаються місцеві породи: липи, каштани, в'язи, акації, берези.